# Streikposten

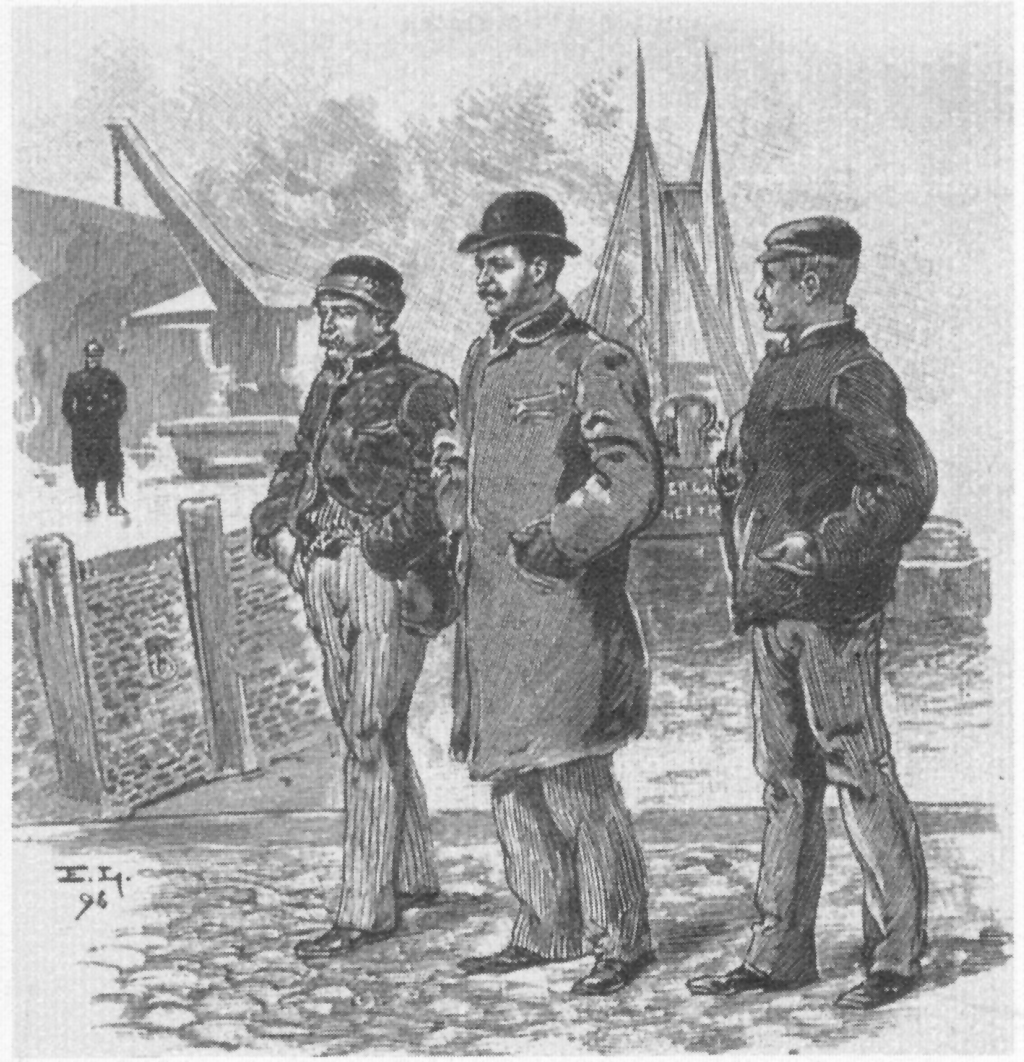
Streikposten während des Hamburger Hafenarbeiterstreiks 1896

Streikposten sind gewerkschaftlich organisierte Arbeitnehmer, die im Falle eines Streiks versuchen, Arbeitswillige (Streikbrecher), vom Zugang zu ihrer Arbeitsstelle abzuhalten. Obwohl jeder Arbeitnehmer eines Betriebes – auch im Falle eines regelrechten Streiks – das Recht auf Arbeitsaufnahme hat, gelingt es Streikposten oftmals, arbeitswillige Mitarbeiter durch Argumentation davon abzuhalten. Offizieller Streikposten ist nur, wer dazu von seiner Gewerkschaft bzw. von deren Streikleitung bestimmt wurde. In der Regel wird er sich durch einen Ausweis oder z. B. Tragen einer Armbinde ausweisen können.

## Rechtliche Einordnung
Gegen das Strafrecht verstoßen Maßnahmen wie zum Beispiel Nötigen, Beleidigen und Körperverletzung von Arbeitswilligen durch Streikposten. Werden solche rechtswidrigen Maßnahmen praktiziert, so machen sie den Arbeitskampf nur dann rechtswidrig, wenn dies von einem Gewerkschaftsbeschluss gedeckt ist. Gehen die Maßnahmen der Streikposten von den einzelnen Teilnehmenden aus, können diese der Kampfpartei als solcher nicht zugerechnet werden, so dass der Streik rechtmäßig bleibt. Im Übrigen ist es unzulässig, das Betriebsgelände zu besetzen, da sonst als Hausfriedensbruch eine Straftat im Sinne des § 123 StGB verwirklicht wird.
In aller Regel vereinbaren die streitenden Tarifparteien im Falle einer Einigung einen Maßregelungsverzicht, in dem die Arbeitgeber auf z. B. arbeitsrechtliche Maßnahmen gegen Streikposten und andere Aktive verzichten.

## Flying Picketsin Großbritannien
In Großbritannien hatten „Flying Pickets“ lange Zeit große Bedeutung. So wurde beispielsweise Arthur Scargill 1973 Anführer der Bergarbeiter von Yorkshire. Er setzte in einem großen Streik im Jahr 1974 „Flying Pickets“ ein; diese blockierten auch Betriebe, die nicht an einem Streik beteiligt waren. Das trug maßgeblich zum Erfolg des Streiks bei. Margaret Thatcher, Premierministerin von Mai 1979 bis November 1990, verbot sie im Zuge der von ihr betriebenen Politik (Thatcherismus: Inflationsbekämpfung, Deregulierung, den Einfluss des Staates und der Gewerkschaften auf die Wirtschaft zurückdrängen, Privatisierung vieler Staatsunternehmen). 